# Louise Derache
Louise Derache, née à Liège le 27 février 1888 et morte le 7 juin 1915  dans la même ville, est une résistante belge de la Première Guerre mondiale. Arrêtée avec les autres membres du réseau, elle est condamnée à mort et fusillée. 

## Biographie
Louise Derache est née à Liège le 27 février 1888. Elle est veuve d'un monsieur Frenay et élève seule leur fils Marcel,.
Durant la Première Guerre mondiale, Justin Lenders crée The Lenders Service, un réseau de renseignement collectant les détails des mouvements de troupes allemandes, essentiellement les trains militaires, pour les transmettre aux alliés. Il est composé de sept hommes et d'une femme, Louise Derache. Celle-ci se fait passer pour une marchande de beurre qui se rend au marché du beurre de Maastricht, aux Pays-Bas, y livre des renseignements aux agents britanniques et en revient avec de faux passeports dans le double fond de son panier,. Les Allemands ont vent du stratagème et introduisent de faux courriers dans le système. L'un d'eux prend contact avec Louise et la trahit. 
Elle est arrêtée de même que les autres membres du réseau.
Ils sont incarcérés à la prison Saint-Léonard de Liège en attendant leur procès. Le groupe comparaît devant un tribunal militaire le 5 juin 1915. Ils sont tous condamnés à mort pour espionnage. Pour éviter les manifestations ou tentatives de sauvetage des prisonniers, les autorités allemandes utilisent les véhicules transportant le ravitaillement pour les emmener au lieu d'exécution. 
Louise Derache est fusillée le 7 juin 1915. Elle est la première femme belge exécutée. Selon certaines sources, le peloton d'exécution ne sait qu'à la dernière minute qu'il va tirer sur une femme. Le tir est mal assuré, Louise Derache n'est que blessée aux jambes et doit être achevée d'un coup de pistolet dans la tête.
Justin Lenders, Charles Simon, Oscar Lelarge, Jules Descheutter, François Barthélémy, Jean Bourseaux, Pierre Peiffer, tous membres du réseau Lenders sont aussi fusillés le 7 juin 1915,.
Dans une lettre à sa mère, écrite la veille de sa mort, elle lui confie son fils de 6 ans,
Le Bastion des fusillés, dans le Fort de la Chartreuse, commémore le site de l'exécution. Sur la pelouse d'honneur, 48 pierres portent les noms des personnes exécutées durant la Première Guerre mondiale,.
En Belgique, plus de trois cents femmes sont condamnées pour espionnage. Si les noms de Gabrielle Petit et Edith Cavell sont bien connus, Louise Derache et nombre d'entre elles sont restées plus ou moins dans l'ombre comme Angelique Wargny, Louise Thuliez, Jeanne de Belleville, Marguerite Blanckaert, Louise de Bettignies, Elise Grandprez (fusillée), Prudence De Smet (fusillée) Marie-Leonie Van Houtte, Leonie Rammeloo (fusillée), Emilie Schatteman (fusillée), Herminie Vaneukem, Marie De Smet (fusillée) Jeanne de Beir, Marthe McKenna-Cnockaert,.

## Hommages
Une rue de Liège porte le nom de rue Louise-Derache ainsi qu'une rue et un arrêt de bus à Gand.
Un monument qui devait lui être dédié dans le Parc de la Boverie à Liège n'a jamais vu le jour.